# PBC Lukoil Academic
PBC Lukoil Academic (em búlgaro:  ПБК "Лукойл Академик") é um  clube profissional búlgaro de basquetebol com base no capital Sofia. Eles jogam os seus jogos em casa na Universíade Hall ou no complexo desportivo Pravets.
Fundada em 1947, como parte dos Acadêmicos Sofia de esportes do clube, eles ganharam o campeonato da Bulgária 25 vezes e ganhou a Copa nacional 11 vezes. Entre suas conquistas estão dois na Taça dos Campeões Europeus de final (ambos perderam para PEDIR Riga), em 1958 e 1959 e Internacional Dos Estudantes da Copa, em 1957.
Em 2000, a equipe foram renomeados Lukoil Academic como um contrato de patrocínio assinado com a russa gigante do petróleo LUKoil, e rapidamente estabeleceu-se como dominante no Campeonato búlgaro. Desde então têm sido um regular ULEB Cup participante, e não da FIBA Europa Regional Challenge Cup Conferência Sul em 2003.

## Conquistas

### Doméstica
- Campeonato Búlgaro
  - Campeões (24): 1957, 1958, 1959, 1963, 1968, 1969, 1970, 1971, 1972, 1973, 1975, 1976, 2003, 2004, 2005, 2006, 2007, 2008, 2009, 2010, 2011, 2012, 2013, 2015, 2016
- Copa Nacional
  - Campeões (11): 1952, 1954, 2002, 2003, 2004, 2006, 2007, 2008, 2011, 2012, 2013

### Europeu
- Campeões Da Copa
  - Vice-campeão (2): 1958, 1959
- FIBA Europa Conferência Sul:
  - Campeões (1): 2003

### Internacional
- Internacional De Estudantes Da Copa
  - Campeões (1): 1957

## História
Basquete clube Académico de Sofia foi fundada em 1947 como uma parte dos alunos de desporto da associação Académica e ao longo de sua história de mais de meio século, ele ganhou apenas um lugar entre os melhores clubes do país. Sob a orientação de treinadores mais experientes em búlgaro de basquete, Bozhidar Takev, Veselin Temkov, Neycho Neychev, Tzvetan Zheliazkov, Petko Marinov, etc., BC Acadêmico é 20 vezes república campeão e nove vezes vencedor da Copa nacional. Juntamente com os títulos em campeonatos nacionais e torneios, naturalmente, vem o reconhecimento internacional. Os jogadores de basquetebol da Académica ter jogado com sucesso em torneios para a Taça dos campeões Europeus. Com o treinador Bozhidar Takev eles foram duas vezes finalistas contra ACK Riga, em 1958 e 1959. Em 1957, em Paris, a equipa da Académica tornou-se o mundo, estudantes de campeão. Durante toda a sua existência de basquete clube Acadêmico sempre foi uma escola para o aperfeiçoamento profissional e construtiva contribuição de alguns dos melhores búlgaro jogadores de basquete. Estrelas como Liubomir Panov, Georgi Panov, Viktor Radev, Nikola Ilov, Mihail Semov. Petar Lazarov, Dimitar Sahanikov, Georgi Barzakov, Nikola Atanasov, Atanas Golomeev, Temelaki Dimitrov, Stefan Filipov, Slavei Raychev, Vladimir Boyanov deixaram a sua permanente marcas na história do búlgaro de basquete.
A excelente formação Acadêmica jogadores e sua devoção completa o jogo sempre foram muito bem avaliados pelos nossos nacional de basquete selectionists. Participantes diretos nos momentos de glória do búlgaro de basquete, o quinto lugar nos Jogos Olímpicos de Melbourne - 1956, e o vice-campeão do título no Campeonato Europeu - Sofia'57 são os jogadores nacionais Liubomir Panov, Georgi Panov, Viktor Radev, Nikola Ilov, Mihail Semov, Petar Lazarov.
A gloriosa tradição do clube foi revivido novamente em 2000, quando "LUKOIL-Bulgária" tornou-se o principal patrocinador da equipe. A seleção da Lukoil Academic foi orientada para jovens e talentosos jogadores, que, sob a inteligente orientação do treinador sênior Petko Marinov e seus assistentes construído o mais jovem da equipe na republicano de basquete. Renovado foi, também, o trabalho em adolescentes de escola, do clube, da qual alguns jogadores já se mostrado um sucesso considerável na casa campeonatos. A estratégia de longo prazo da LUKOIL Academic tem mostrado seus primeiros resultados já na temporada 2001-2002. Os talentosos jogadores de Petko Marinov, ganhou a taça do país e jogou o mais atraente final dos play-offs do campeonato para os últimos dez anos. Hoje o nome da LUKOIL Academic é novamente um símbolo de boa basquete. As ambições do clube republicano título de campeão e o bom desempenho no Europeu, torneios de clubes.

## Notáveis treinadores
- Bozhidar Takev
- Veselin Temkov
- Neycho Neychev
- Tsvetan Zhelyazkov
- Petko Marinov
- Marin Dokuzovski